# Celedonio Ancheta
Celedonio Ancheta (Laoag, 24 februari 1906 - oktober 1983) was een Filipijns historicus en hoogleraar.

## Biografie
Celedonio Ancheta werd geboren op 24 februari 1906 in Laoag in de Filipijnse provincie Ilocos Norte. Hij behaalde in 1931 een Bachelor of Philosophy-diploma aan de University of the Philippines. Aansluitend studeerde hij enige jaren in de Verenigde Staten. Hij behaalde er in 1933 zijn Bachelor of Arts-diploma geschiedenis aan de University of California. Een jaar later volgde een master-diploma geschiedenis aan de University of Southern California. Nadien keerde hij terug naar de Filipijnen waar hij in 1939 nog een opleiding tot Bachelor of Engineering aan het Union College of Manila voltooide. Veel later in zijn carrière voltooide hij ook nog een Bachelor of Laws-opleiding aan de Francisco Law School.
Ancheta was universitair docent aan de University of the Philippines en hoogleraar geschiedenis aan het Philippine Christian College. Ook was hij enige tijd hoofd van de vestiging van de UP op Clark Air Base en was hij hoofd van de afdeling geschiedenis en politieke wetenschappen van het Philippine Christian College.
Ancheta schreef diverse geschiedenisboeken, waaronder: Exigencies of War (1952), Chinese History over the Centuries, Jose Rizal, the National Hero of the Philippines (1969) en New Frontiers in Chinese-Philippine Relations (1969)